# Televisietoestel

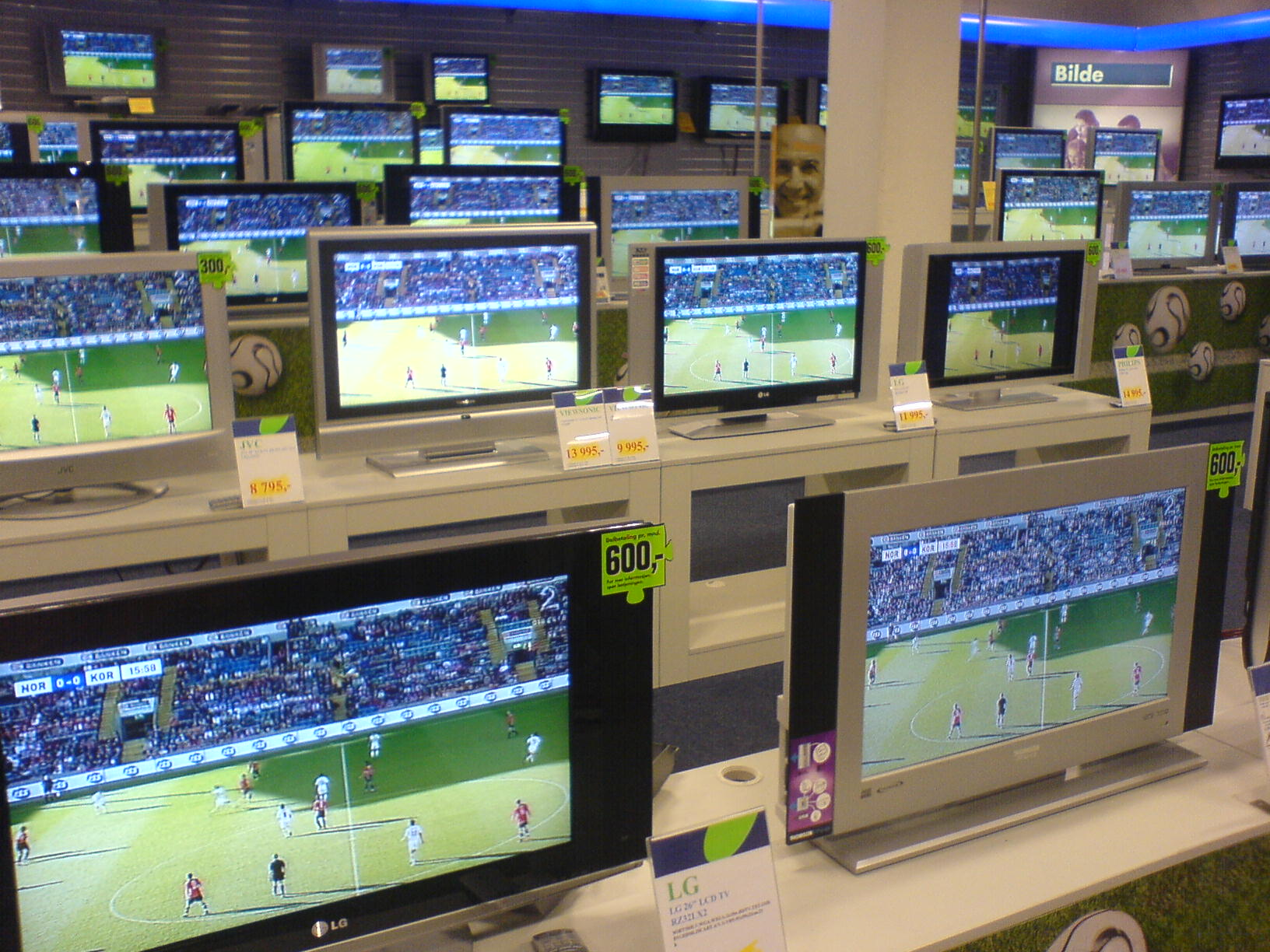
Flatscreen-televisietoestellen.

Een televisietoestel (doorgaans tv of teevee genoemd) is een apparaat voor het ontvangen en weergeven van televisiesignalen. Daartoe is het ingericht voor ontvangst van het televisiesignaal en weergave van het bij het beeld behorende geluid, maar daarnaast voorzien van een beeldscherm met bijbehorende besturingselektronica voor de weergave van visuele informatie: het televisiebeeld. Lange tijd was het beeldscherm van een televisietoestel een beeldbuis, een kathodestraalbuis speciaal ontwikkeld voor het weergeven van televisiebeelden. Tegenwoordig zijn bijna alle geproduceerde televisietoestellen zijn voorzien van een lcd- of een plasmascherm voor de beeldweergave.

## Geschiedenis

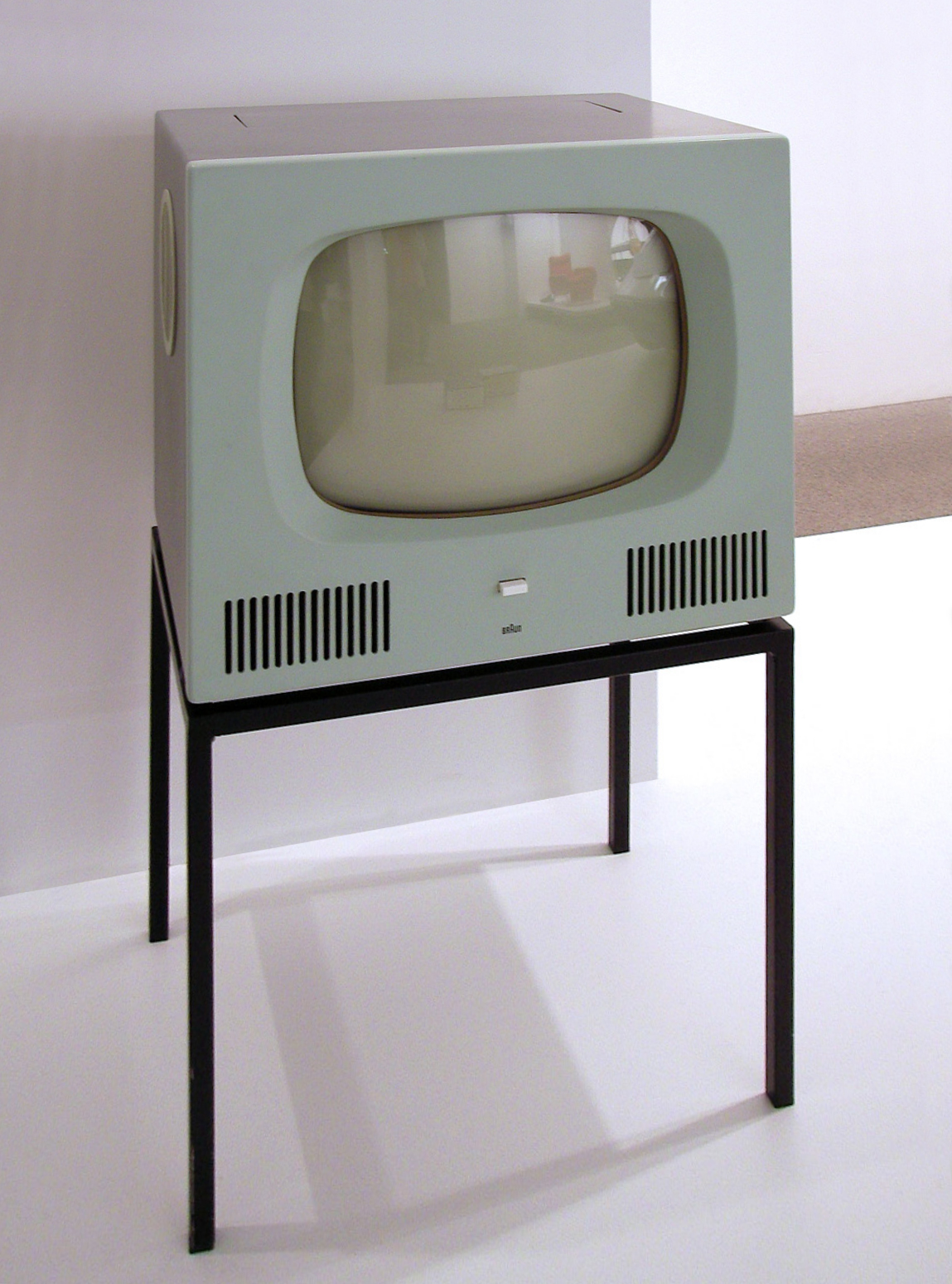
Een televisietoestel uit 1958.

De ontwikkeling van het televisietoestel verliep aanvankelijk langs twee verschillende lijnen: een volgens zowel mechanische als elektronische principes en een tweede die op zuiver elektronische principes berustte. Van de laatstgenoemde lijn zijn alle moderne televisies afgeleid, maar deze waren niet mogelijk geweest zonder ontdekkingen en inzichten van de mechanische systemen.

### Mechanische lijn: de Nipkowschijf
De elektromechanische televisie die Paul Gottlieb Nipkow ontwikkelde en patenteerde in 1884 was de basis hiervan, de Nipkowschijf. In deze snel ronddraaiende platte schijf waren kleine gaatjes in een spiraalvormig patroon aangebracht. De lichte en donkere gebieden werd met behulp van een fotocel (seleen-cellen) omgezet in een elektrisch signaal. Dit activeerde een neonlamp die in dezelfde volgorde van licht en donker het beeld via een tweede gesynchroniseerde ronddraaiende schijf op een scherm projecteerde. Het duurde tot 1907 voordat de ontwikkelingen in de technologie van de versterkingsbuis het ontwerp praktisch maakte.
In de periode 1907-1910 toonden Boris Rosing en zijn student Vladimir Zworykin een televisiesysteem aan de buitenwereld met een mechanische spiegel-trommelscanner en een kathodestraalbuis in de ontvanger. Deze kathodestraalbuis, een uitvinding van Karl Ferdinand Braun in 1897, is een glazen vacuümbuis waar met behulp van een elektronenbundel op het fluorescerende uiteinde het beeld wordt geprojecteerd. Rosing verdween tijdens de revolutie van 1917, maar Zworykin ging later voor RCA werken om een echte elektronische televisie te bouwen.
Een semimechanisch analoog televisiesysteem werd eerst getoond in Londen in februari 1924 door John Logie Baird met een bewegend beeld van Felix de Kat. Het bedrijf (Baird Television Development Company) realiseerde in 1928 het eerste trans-Atlantische televisiesignaal tussen Londen en New York.
In 1932 introduceerde Baird de ultrakortegolftelevisie. Het systeem van Baird werd goedgekeurd door de BBC, die dit gebruik in 1937 ten gunste van zuiver elektronische televisie beëindigde.

### De elektronische televisie
Hoewel de ontdekkingen van Nipkow, Rosing, Baird en anderen belangrijk waren, wordt weinig van hun technologie gebruikt in de moderne televisie. Tegen 1934 waren alle elektromechanische televisiesystemen verouderd.
Reeds in 1908 had de Brit A. A. Campbell Swinton het concept beschreven van een elektronisch televisiesysteem dat gebruikmaakt van de kathodestraalbuis, uitgevonden door Karl Ferdinand Braun. Hij stelde voor een elektronenstraal in zowel de camera als de ontvanger te gebruiken. Zijn systeem werd nooit gebouwd.
Een volledig elektronisch systeem werd eerst getoond door Philo Taylor Farnsworth in de herfst van 1927. Farnsworth maakte zijn eerste systeem op een leeftijd van 14 jaar. Hij besprak het idee met zijn leraar, die geen redenen kon bedenken waarom het systeem niet zou werken (Farnsworth zou later bevestigen dat die leraar, Justin Tolman, belangrijk inzicht in zijn uitvinding had gegeven. Hij bleef bij zijn studie aan de Brigham Young Academy (nu Brigham Young Universiteit) aan het idee werken. Op de leeftijd van 21 jaar toonde hij een werkend systeem aan zijn eigen laboratorium in San Francisco.
Zijn doorbraak bevrijdde televisie van haar afhankelijkheid van draaiende schijven en andere mechanische delen. Alle moderne televisies van de beeldbuis zijn direct afgeleid van zijn ontwerp. De Rus Vladimir Zworykin wordt soms aangehaald als vader van elektronische televisie wegens zijn uitvinding van de iconoscoop in 1923 en zijn uitvinding van kinescope in 1929; zijn ontwerp was een van de eerste televisiesystemen met alle eigenschappen van de moderne beeldbuis. Over de controverse wie het eerst (Farnsworth of Zworykin) de moderne televisie uitgevonden heeft, wordt tot op de dag van vandaag nog gedebatteerd.

## Technologie
Een stroom elektronen wordt opgewekt achter in de beeldbuis door een elektronenkanon en gericht op de binnenzijde van het beeldscherm. Er wordt een zeer hoge spanning op de binnenzijde van het scherm gebracht, tussen 15.000 en 25.000 volt. Deze spanning zorgt dat de elektronen een grote snelheid krijgen, als ze geen obstakels zoals gasmoleculen tegenkomen. Om te voorkomen dat er door botsingen met deze obstakels te veel warmte wordt opgewekt, is de beeldbuis zo goed mogelijk vacuüm gezogen. Het drukverschil tussen buitenzijde en inwendige van de beeldbuis is bijna 1 kg per vierkante centimeter. Het glas is zeer dik om deze druk te weerstaan. De elektronen raken een fosforescerende laag, en waar de elektronen die laag raken, geeft die zichtbaar licht.

### Beeldopbouw

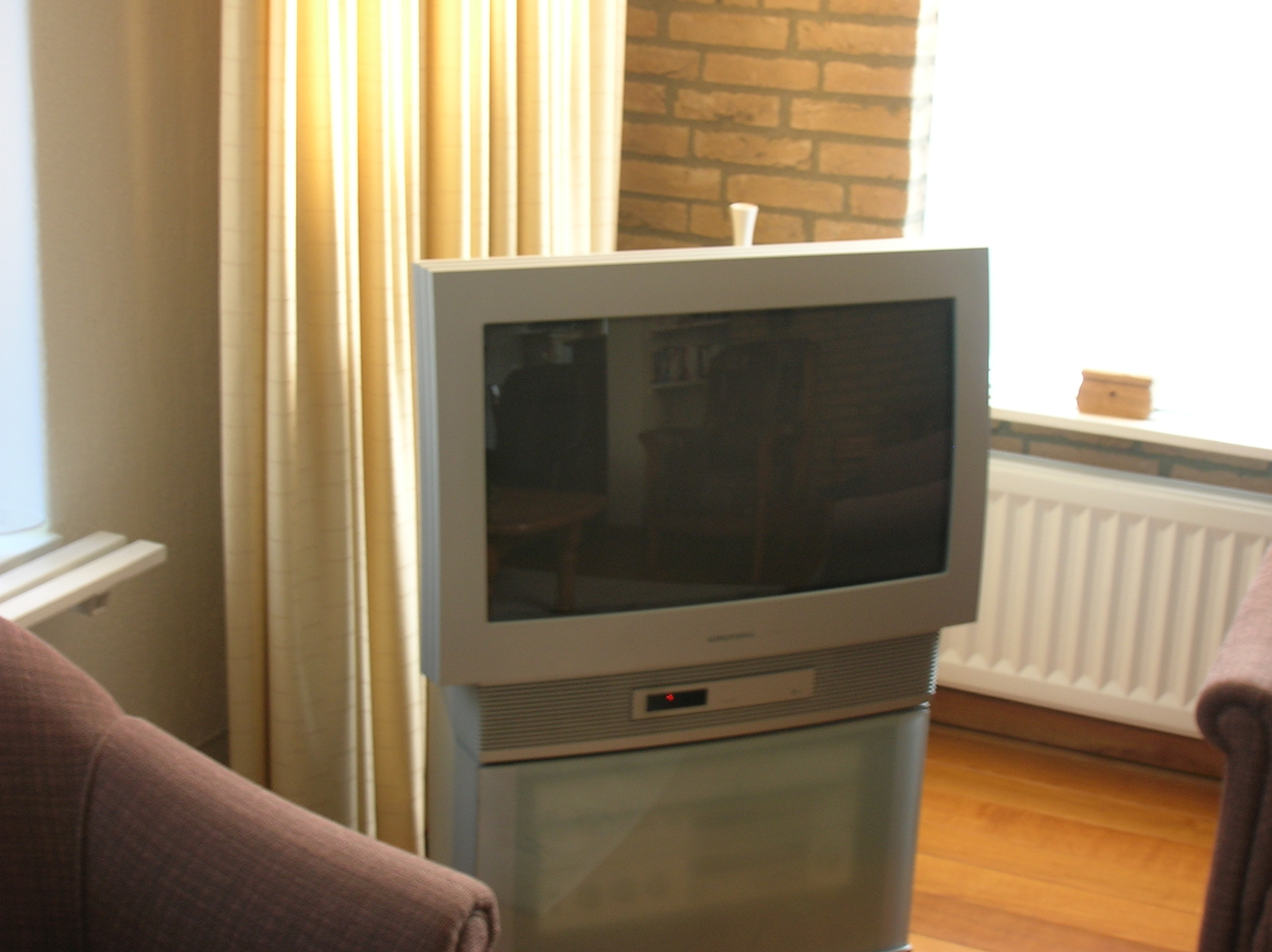
Breedbeeldtelevisietoestel.

In het Europese televisiesysteem wordt het beeld in 625 lijnen op het scherm geschreven, van links naar rechts (van buiten gezien). De lijnen worden van boven naar beneden geschreven, eerst de oneven lijnen. Daarna worden de even lijnen ertussenin geschreven (dit heet interlaced scanning). Omdat het licht van de fosforescerende laag snel uitdooft, geeft dit een rustiger beeld, dan als alle lijnen op volgorde zouden worden geschreven. Dit geheel (oneven en even beeld) wordt 25 keer per seconde herhaald. Het ontvangen videosignaal bevat de helderheid (tussen zwart en wit) van elk beeldpuntje, maar ook een plotselinge signaalverandering om het begin van elke lijn aan te duiden. De eerste paar lijnen van elk beeld zijn zwart en hiermee meestal afwijkend van de rest van het beeld.

### Elektronenstraal
Om de elektronenstraal in de beeldbuis in dit lijnenpatroon over het scherm te bewegen worden afbuigspoelen gebruikt. Deze omvatten het elektronenkanon in de achterzijde van de beeldbuis. Om deze afbuigspoelen aan te sturen zijn twee signaalgevers nodig. De eerste signaalgever is de lijnoscillator van 15625 Hz voor de lijnen (25 × 625 = 15625). De tweede signaalgever is de rasteroscillator van 50 Hz voor de beelden. Het is niet toevallig dat voor 50 Hz (25 beelden per seconde) is gekozen in landen waar de frequentie van de netspanning ook 50 Hz is. Storing vanuit het lichtnet (netbrom) is dan eenvoudiger uit het beeld te houden. In onder andere de Verenigde Staten, met een netfrequentie van 60 Hz, gebruikt men om dezelfde reden 30 beelden per seconde.

### Synchronisatie
De raster- en lijnoscillators worden iets te langzaam ingesteld en deze raken daardoor iets achter ten opzichte van de zender. Dit geeft de gelegenheid de oscillator door middel van een stuursignaal synchroon te laten lopen met de zender. De hierboven omschreven "afwijkingen" in het videosignaal geven de informatie voor dit synchroniseren. In moderne schakelingen wordt een andere wijze van synchroniseren gebruikt.

### Kleurentelevisie
In een kleurentelevisie zijn er drie elektronenkanonnen achter in de beeldbuis, in vroege modellen in een driehoek geplaatst, maar later naast elkaar (in-line beeldbuis). Direct achter de voorzijde van de beeldbuis is een raster geplaatst, het zogenaamde schaduwmasker. Elk elektronenkanon kan alleen puntjes op het scherm raken voor de eigen kleur, doordat de drie stralen onder een andere hoek door dezelfde gaatjes van het raster gaan. Er worden fosfors gebruikt die oplichten in elk van de primaire kleuren rood, groen en blauw. Door een combinatie van helderheid van deze drie kleuren kan elke gewenste kleur getoond worden.
Een vinding van Sony, de zogenaamde Trinitronbeeldbuis, bevat een lamellenrooster in plaats van het schaduwmasker, waardoor minder verlies van de elektronenstraal optreedt, hetgeen een helderder beeld oplevert.

### Modulatie
Het videosignaal (zwart-wit) wordt in restzijbandmodulatie, een vorm van amplitudemodulatie, uitgezonden. De modulatie is negatief, een sterker signaal geeft meer zwart. Bij het PAL-kleursysteem wordt de kleurinformatie door de zender in een aparte kleurhulpdraaggolf meegezonden, tussen beeld en geluid in. Het kleurhulpsignaal wordt op gecompliceerde wijze verzonden (kwadratuurmodulatie). Hierbij wordt de draaggolf zo veel mogelijk onderdrukt. In de ontvanger is een aparte oscillator nodig om dit signaal te herstellen. De gelijkloop ervan wordt gesynchroniseerd met een burstsignaal dat wordt meegezonden met de beeldsynchronisatiesignalen. Een zwart-witontvanger is niet voor de detectie van het kleursignaal ingericht, maar heeft er geen hinder van.
Door de kwadratuurmodulatie kan het kleurhulpsignaal twee signaalcomponenten tegelijk bevatten, waarin de kleuren rood en blauw zijn opgenomen, de kleurverschilsignalen. Zo zijn op elk moment beschikbaar:
- zwart-wit (helderheid)
- rood
- blauw

Met deze informatie is de ontbrekende kleur groen te herleiden, doordat de som van de drie kleuren gelijk is aan het zwart-witsignaal. Waar de beide kleursignalen ontbreken wordt een wit of grijs beeld getoond.
De uitgezonden kleur zit verwerkt in de fase van het kleurhulpsignaal en is tamelijk gevoelig voor afwijkingen in de overdracht. Bij het Amerikaanse NTSC-systeem was het in het verleden daarom nodig om de kleur zelf in te kunnen stellen. Het West-Europese PAL-systeem is daarentegen voorzien van een ingebouwd correctiemechanisme. Een van de beide kleursignalen wordt in de zender per beeldlijn om-en-om geschakeld en in de ontvanger weer teruggezet. Door bij de laatste bewerking de kleurinformatie van elke beeldlijn te middelen met die van de voorgaande wordt de kleurfout gecompenseerd. Daarvoor is het nodig de kleurinformatie op te slaan in een vertragingslijn gedurende de tijd dat het duurt (64 µs) om één beeldlijn op het scherm te schrijven.

### Teletekst
In de zwarte lijnen tussen de opeenvolgende beelden kan ook nog digitale informatie worden meegezonden, zoals zenderidentificatie, programmanaam, en teletekst. Hiervoor is dan in de ontvanger een geheugen nodig en een karaktervormer. Dit laatste maakt het mogelijk letters en tekens uit dit geheugen op het scherm te tonen.

### Geluid
Ten slotte is er ook nog het geluid. De bewerking hiervan is gelijk aan die in een stereo FM radio-ontvanger. Het ontvanggedeelte van de televisie selecteert doorgaans een van de zenders en tegelijk het bijbehorende kleurhulpdraaggolfsignaal en het bijbehorende geluidssignaal.

### Digitalisering
Moderne kleurentelevisies schrijven het ontvangen beeld eerst in een digitaal geheugen en schrijven dit daarna op het scherm. Dit geeft de mogelijkheid elk beeld tweemaal te schrijven in de tijd dat er één beeld wordt ontvangen (100 Hz-tv). Door de snellere herhaling van het beeld is dit, bij snel uitdovende fluorescentieschermen, minder vermoeiend voor de kijker.
Ook kan nu, bijvoorbeeld in ¼ deel van het scherm, het beeld van een andere bron getoond worden in kleiner formaat (picture-in-picture of PiP). De rest van het scherm toont tegelijk het "gewone" beeld. Verder is uitgebreide beeldbewerking mogelijk, zoals het vergroot weergeven van een gedeelte van het uitgezonden beeld of het opslaan en dan naast elkaar tonen van een aantal stilstaande beelden uit de uitzending (snapshot).